# Djurgårdsbrunnsviken
La Djurgårdsbrunnsviken est une baie au centre de Stockholm en Suède, située à l'est de la ville. Elle est délimitée par l'île de Djurgården.

## Description
Djurgårdsbrunnsviken s'étend de Ladugårdslandsviken entre les quartiers d'Östermalm et de Djurgården et continue jusqu'au pont de Djurgårdsbrunn jusqu'au canal de Djurgårdsbrunn.
La baie mesure 2 000 mètres de long et jusqu'à 380 mètres de large. 
Sa superficie s'élève à 38,5 hectares, avec un volume d'environ 1,56 million de mètres cubes. La profondeur va de 2,5 mètres au Djurgårdsbron jusqu'à une profondeur de 9,4 mètres à l'extérieur de Kärleksudden.

## Événements sportifs
Elle a accueilli la plupart des compétitions nautiques des Jeux olympiques de 1912 : natation, plongeon, water-polo et l'épreuve de natation du pentathlon moderne dans un bassin construit pour l'occasion ainsi que l'aviron,.